# Ecpirosi
L'ecpiròsi (in greco antico: ἐκπύρωσις?, ekpýrosis, da ek "fuori" + pýros, "fuoco", cioè «[uscito] fuori dal fuoco») nella filosofia greca è la conflagrazione universale, detta anche «grande incendio» o «fine del mondo», che secondo la fisica stoica determina periodicamente la fine di tutto in un Fuoco cosmico, da cui a sua volta tutto rinasce in una palingenesi, attraverso cicli evolutivi corrispondenti a un anno platonico. 
Troviamo questa testimonianza in Stobeo.

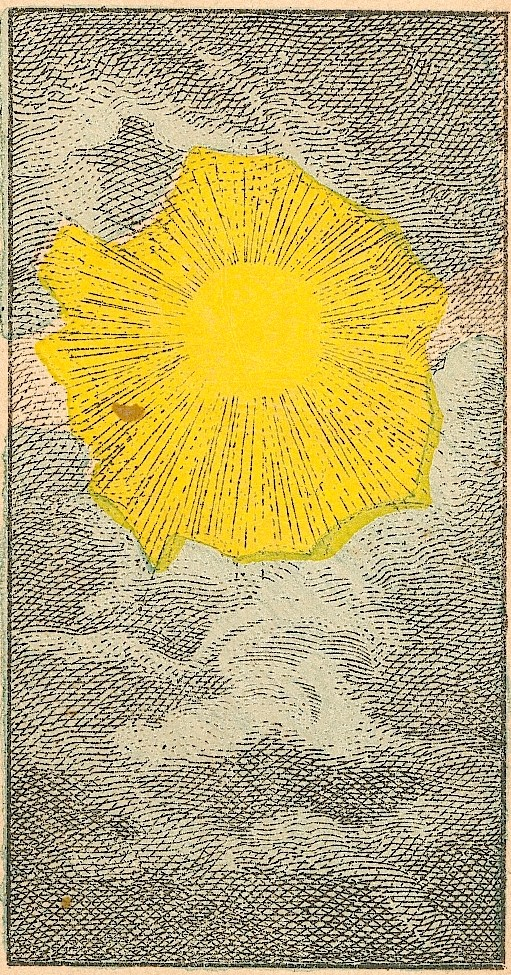
Conflagrazione del Caos, in una carta del mazzo dei tarocchi Grand Etteilla, pubblicato da H. Pussey a Parigi intorno al 1890.

## La conflagrazione
La fisica stoica si richiama alla concezione eraclitea del fuoco come forza produttiva e ragione ordinatrice del mondo (Archè). Da questo fuoco artigiano (πὺρ τεχνικόν) si genera il mondo il quale, in certi periodi determinati di tempo, si distrugge e torna a rinascere dal fuoco, in maniera quasi identica. Per questa ragione si è soliti parlare di eterno ritorno del medesimo (termine ripreso da Nietzsche nella filosofia moderna) o di apocatastasi (distruzione e ricostituzione) che si produce ciclicamente sotto forma di conflagrazione universale o appunto ecpirosi. 
Ogni periodo che si produce dal fuoco e che culmina nella distruzione attraverso il fuoco stesso è definito diakosmesis (διακόσμησις). Ce ne parla Diogene Laerzio, quando illustra la dottrina del fondatore dello stoicismo, Zenone di Cizio.
Anche in altre dottrine, come la filosofia cinese taoista e quella indiana, si trova l'idea che l'universo nasce e finisce nel fuoco, o si distrugge per rinascere dalle proprie rovine.

## Ripresa nella scienza moderna del concetto
Il concetto di conflagrazione e rinascita è stato ripreso da alcune teorie fisiche e cosmologiche (quasi tutte le teorie moderne ammettono l'infinità del tempo e la probabilità di alcune ripetizioni, ma solo alcune prevedono una rinascita infinita da una catastrofe cosmica), a volte prendendo in prestito proprio il termine antico, come il modello dell'universo ecpirotico, ma anche molti altri modelli ciclici, come il Big Bounce/Big Crunch, la cosmologia ciclica conforme (in cui il ciclo cosmico è chiamato eone, e consta di un numero enorme di miliardi di anni, denominato googol) e altri modelli minori.